# Hernán Lorenzino
Hernán Lorenzino (La Plata, provincia de Buenos Aires, 5 de marzo de 1972) es un economista, conferencista, académico abogado y político argentino. Fue el Ministro de Economía y Finanzas Públicas de su país desde el 10 de diciembre de 2011 al 20 de noviembre de 2013.

## Biografía

### Comienzos
Hernán Lorenzino nació el 5 de marzo de 1972 en la ciudad de La Plata. Vivió su niñez y adolescencia en la ciudad de Puerto Madryn, provincia del Chubut, donde cursó sus estudios primarios en la escuela N.º 42 y sus estudios secundarios en el colegio N.º 710 “Hermana Sara Carbajal”.
A los 18 años retornó a su ciudad natal para desarrollar sus estudios universitarios. Es casado y tiene 3 hijos. Su formación profesional es la de abogado, graduado en la Universidad de La Plata. Cursó dos maestrías: una en Gestión Pública y Finanzas –en la Universidad Nacional Plata– y otra en Economía –en la Universidad Di Tella.
Participó en “La graN maKro”, un think tank que se define como
"...una agrupación [...] que tiene por objetivo principal estudiar, conceptualizar y difundir los lineamientos estratégicos del modelo económico que se desarrolla desde el 25 de mayo de 2003".

### Funcionario de la Provincia de Buenos Aires (2004-2007)
Lorenzino ocupó el cargo de Director de Política de Financiamiento y Crédito Público de la Provincia de Buenos Aires entre 2004 y 2007 durante la gobernación de Felipe Solá. En su labor en aquel cargo, participó en el rescate de los bonos Patacones (emitidos por Ruckauf) y fue el nexo con el gobierno nacional en lo referido a las finanzas bonaerenses.

### Secretario de Finanzas de la Nación (2008-2011)
En 2008 fue convocado por el entonces ministro Carlos Fernández para integrar el equipo del Ministerio de Economía y Finanzas Públicas durante la gestión de la presidenta  Cristina Fernández de Kirchner. En primer lugar actuó como representante Financiero Argentino en los Estados Unidos y más tarde asumió el cargo de Secretario de Finanzas. Participó en las negociaciones para el desendeudamiento de la Argentina con el Club de París, ámbito en el cual no llegó a un acuerdo.
Como Secretario de Finanzas, Lorenzino lideró el segundo tramo del canje de deuda, iniciado en el año 2005. Esta operatoria culminó con un rotundo éxito, elevando el nivel de aceptación al canje más del 90%, representando un gran paso en la normalización financiera del país.
El Gobierno ofreció formalmente en 2008 un pago en efectivo de su deuda con el Club de París que la Argentina mantenía impaga desde el default del año 2001, y en su carácter de Secretario de Finanzas, Lorenzino tuvo en septiembre de 2008 un encuentro con los acreedores luego del cual informó que habían recibido con agrado el anuncio del pago de la deuda. El gobierno argentino calculaba en esa fecha que la deuda estaba en alrededor de 6700 millones de dólares en tanto el club dejó trascender que ascendía a 7900 millones de dólares contabilizando intereses y punitorios.
El 15 de noviembre de 2010 la presidenta Cristina Fernández informó que el Club de París aceptó la propuesta argentina de renegociar la deuda, sin la intervención del Fondo Monetario Internacional (FMI), regularizando la situación de deuda externa.

### Ministro de Economía de la Nación (2011-2013)
El 6 de diciembre de 2011 fue anunciado su nombramiento como Ministro de Economía y Finanzas Públicas en reemplazo de Amado Boudou, tras la elección de éste como Vicepresidente de la Nación Argentina. Asumió el 10 de diciembre de 2011 junto a los demás integrantes del Gabinete Nacional designados para el segundo mandato presidencial de Cristina Fernández de Kirchner.
Al momento de su asunción, Lorenzino fue descripto en un medio de prensa especializado como un funcionario que tenía «una aceitada relación» con referentes del empresariado, los mercados y el sector financiero.

#### Actividad en los sectores de la construcción y electrónica
Los despachos de insumos para la construcción subieron el 14.4% en agosto, de acuerdo a los cálculos del Grupo Construya, que integran las empresas con mayor posicionamiento en el mercado local, junto con un crecimiento del 2.9% en julio; y del IERIC, que marcó un crecimiento interanual del 6.6% en junio.
En los primeros seis meses del 2013 la producción de notebooks y netbooks aumentó 200 %, la producción de decodificadores 120 %, cámaras fotográficas 50 %, y equipos de aire acondicionado industriales 63 %.
En septiembre de 2013 el desempleo había caído al 6.6 %. y cerró el año en 6.4 %.
En octubre de 2013 se anunció la elaboración de un nuevo índice que implicará un modelo de captura de datos con más de 500 encuestadores, sobre 200.000 precios mensuales, en más de 100 localidades de todas las provincias.

#### Movimiento de divisas y plazo fijos
En 2012 los plazos fijos del sector privado aumentaron más del 50%. Hacia 2013 los depósitos en pesos alcanzaron los $618.617 millones (aproximadamente 117.000 millones de dólares).
En 2013, el índice Merval alcanzó su récord histórico hasta ese momento, y se consolidó como la segunda plaza bursátil de mejor desempeño en todo el mundo. Durante 2012, los depósitos en pesos aumentaron del 39.1 %, mientras que los créditos en esa moneda aumentaron en un 41.8 % interanual.

#### Producto Bruto Interno
En el 2011 el producto interno bruto de Argentina había subido el 6.0 % en el primer año de gestión del ministro Lorenzino. En tanto durante 2012, el PIB tuvo una variación del -1.0 %. Durante el primer cuatrimestre la economía argentina se expandió un 4.1 % en el primer cuatrimestre en comparación con igual período del año anterior, llegando en abril a crecer 7.0% anual. La suba de abril había estado impulsada principalmente por el crecimiento del 38% del sector automotriz y el incremento del 25% interanual en la producción de neumáticos, que acumuló un alza del 19.8% en el primer cuatrimestre.

#### Inversión extranjera
Según un informe de la CEPAL, perteneciente a la Organización de las Naciones Unidas, durante su gestión ingresó a la Argentina una inversión extranjera directa de alrededor de 12.551 millones de dólares.
Durante el año 2012 la inversión extranjera directa llegó al récord de 12.551 millones de dólares, la cifra más alta de la década 2002-2012. Registró un aumento del 27% respecto del 2011, frente a un crecimiento de solo 6.7% en el resto de América Latina, con lo cual Argentina se ubicó  entre los países con mayor inversión extranjera en América Latina. Las medidas impulsadas por el gobierno habían alentado la reinversión de ganancias en el mercado interno argentino, que alcanzaron en 2012 los 7.984 millones de dólares, más del doble que en 2011. Argentina se había convertido en el quinto país latinoamericano con mayor recepción de IED, por detrás de México (12.659 millones) y por delante de Perú (12.240 millones).

### Actividad posterior
En 2014 fue designado como Embajador Extraordinario y Plenipotenciario ante el Reino de Bélgica y el Gran Ducado de Luxemburgo sin perjuicio de sus funciones como Embajador ante la Unión Europea.
Luego de alejarse de la función pública fundó la consultora económica Sur o Sur, con base en Puerto Pirámides, Chubut, desde donde envía sus análisis sobre la actualidad económica a sus clientes.
En el año 2020 volvió a unirse al Gobierno para trabajar como asesor de Gabriel Katopodis en el ministerio de Obras Públicas.